# 浪花魚屬
浪花魚屬為浪花魚科的唯一属，是輻鰭魚綱銀漢魚目的其中一科。

## 分類
本属可分五種：
- 浪花魚 Iso flosmaris ：又稱浪花銀漢魚。
- 夏威夷浪花銀漢魚 Iso hawaiiensis
- 納塔爾浪花銀漢魚 Iso natalensis
- 島棲浪花銀漢魚 Iso nesiotes
- 刀浪花魚 Iso rhothophilus ：又稱刀浪花银汉鱼。